# کوشیلیوو
کوشیلیوو (به صربی: Kušiljevo) یک روستا در صربستان است که در سویلایناتس واقع شده‌است.
 کوشیلیوو  ۲٬۵۶۹ نفر جمعیت دارد.